# Öknebo härad
Öknebo härad var ett härad i nordöstra Södermanland. Häradet omfattar större delen av nuvarande Södertälje och Nykvarns kommuner. Området tillhör i sin helhet Stockholms län. Öknebo härad omfattade 428 km² och hade år 1932 9 390 invånare. Tingsställe var till 1916 rådhusrättens lokaler i Södertälje, därefter Stockholm (till 1930 i Södra stadshuset).

## Geografi
Öknebo härads område består av omväxlande berg- eller skogsmark, kuperade slättbygder, sjöar och kärr. Häradet är nästan överallt naturskönt beläget. Häradsområdet omfattar Stockholms läns sörmländska fastlandsområde utom staden Södertälje samt även en mindre del av Södertörnshalvön samt den nordliga delen av Mörkö, den s.k. Dåderön. Det når i nordväst Gripsholmsfjärden i Mälaren och begränsas i öster av infartslederna till Södertälje från Mälaren och Östersjön. I sydväst kantas området av de till sörmländska sjöplatån hörande sjöarna Sillen och Frösjön. I nordväst och norr gränsar häradsområdet mot Selebo härad, i väster mot Daga härad samt i sydväst mot Rönö härad. I söder ligger Hölebo härad och i öster Svartlösa härad.
Häradet hade två municipalsamhällen: Igelsta och Järna, men inga köpingar. Största tätorter är numera Järna och Nykvarn.

### Socknar
Öknebo härad omfattade sju socknar. 
I Södertälje kommun
- Östertälje (Tälbo socken) överfördes 1636 från Svartlösa härad[1] och uppgick 1963 i Södertälje stad
- Västertälje (Tälje socken) uppgick 1946 i Södertälje stad
- Tveta  uppgick 1963 i Södertälje stad
- Vårdinge
- Ytterjärna
- Överjärna

I Nykvarns kommun
- Turinge

I häradet låg också Södertälje stad med egen jurisdiktion till 1967

## Historia
Häradsnamnet skrevs år 1364 Øknabo hundaræ. Det kommer av en beteckning för inbyggare, vilken bildats till det fornsvenska ordet økn i betydelsen ”ödemark”. Namnet kan alltså översättas som ”ödemarksbornas hundare eller härad”. Häradets tingsplats var belägen i Södertälje vilket således låg utanför dess område. Området kring farleden vid Södertälje har varit bebott sedan urminnes tider och staden är en av Sveriges absolut äldsta. Under medeltiden lydde Öknebo härad under Telgehus län (1318–1527) vars administration skedde från borgen Telge hus. Denna förstördes emellertid under Engelbrektsfejden då denne försökte ta kontrollen över Mälaren genom att försöka gräva en första Södertälje kanal och lovat flera handelsstäder fri lejd genom denna. Bygden har annars länge präglats av de viktiga handelslederna som sträcker sig genom häradet, såväl sjövägen genom kanalen och fjärdarna, men också landvägen i form av Göta landsväg och Västra stambanan. Inom Öknebo häradsområde ligger också många betydande herrgårdar.

## Län, fögderier, domsagor, tingslag och tingsrätter
Häradet har sedan 1720 hört till Stockholms län, innan dess Södermanlands län (1634–1635, 1689–1719), Upplands län (1636–1639, 1648–1651, 1654–1688) och i perioderna däremellan till Stockholms län. Dessförinnan mellan 1318 och 1527 till Telgehus län. Församlingarna i häradet tillhör(de) Strängnäs stift.
Häradets socknar hörde till följande fögderier:
- 1720–1839 Svartlösa och Öknebo fögderi
- 1840–1945 Södertörns fögderi till 1862 för Väster och Östertälje socknar som från 1863 till 1945 hörde till Östertälje kommuns fögderi
- 1946–1966 Öknebo fögderi
- 1967–1990 Södertälje fögderi

Häradets socknar tillhörde följande domsagor, tingslag och tingsrätter:
- 1680-1916 (24 augusti) Öknebo tingslag (Östertälje jordebokssocken dock till Svartlösa tingslag) i
  - 1680 Danderyds, Värmdö, Sollentuna, Sotholms, Svartlösa och Öknebo häraders domsaga
  - 1681–1688 Danderyds, Sollentuna, Sotholms, Svartlösa, Öknebo, Seminghundra och Vallentuna häraders domsaga
  - 1689–1916 Södertörns domsaga (Sotholms, Svartlösa (dock bara till 1959) och Öknebo härader), även tidigt kallad  Södertörns distrikt med
- 1916 (25 augusti)–1929 Svartlösa och Öknebo tingslag i Södertörns domsaga
- 1930–1970 Södertörns domsagas tingslag i Södertörns domsaga

- 1971– Södertälje tingsrätt och dess domsaga

### Webbkllor
- Nationella arkivdatabasen för uppgifter om fögderier, domsagor, tingslag och tingsrätter